# Freddie Findlay
Freddie Findlay est un acteur anglais né en 1983. Il fut notamment connu pour avoir joué le rôle du tsarévitch Alexis.

## Filmographie
- 1995 : A Feast at Midnight : Magnus
- 1996 : Raspoutine (TV) : Alexis
- 1997 : Inspecteur Wexford (The Ruth Rendell Mysteries) (Thornapple) (TV) : James Fyfield
- 2001 : Casualty (Playing with Fire) (TV) : Joe Price